# 1990 في المملكة المتحدة
فيما يلي قوائم الأحداث التي وقعت خلال عام 1990 في المملكة المتحدة.

## أحداث
- 10 يونيو – الخطوط الجوية البريطانية رحلة 5390

## سياسة

### تعيين في المنصب
- 3 يناير – ميخائيل هوارد Secretary of State for Employment [الإنجليزية]‏.
- 28 نوفمبر – جون ميجر وزير الخدمة المدنية [الإنجليزية]‏، زعيم حزب المحافظين (المملكة المتحدة)، رئيس وزراء المملكة المتحدة، اللورد الأول للخزانة.

### انتهاء فترة المنصب
- 13 يوليو – نيكولاس رايدلي وزير الدولة للأعمال والتجارة [الإنجليزية]‏.
- 28 نوفمبر – جون ميجر مستشار الخزانة.
- 28 نوفمبر – دينيس ثاتشر زوج رئيس وزراء المملكة المتحدة [الإنجليزية]‏.
- 28 نوفمبر – مارغريت ثاتشر وزير الخدمة المدنية [الإنجليزية]‏، زعيم حزب المحافظين (المملكة المتحدة)، رئيس وزراء المملكة المتحدة، اللورد الأول للخزانة.

## رياضة
- 1 يناير – بطولة ويمبلدون 1990

## ظهور
- 1 يناير – أناثيما
- 1 يناير – إندي فولك
- 1 يناير – غوثك روك
- 1 يناير – غوثيك ميتال
- 1 يناير – ماي داينج برايد
- 1 يناير – هاري بوتر وحجر الفيلسوف كتاب هاري بوتر وحجر الفيلسوف.

## أفلام
من الأفلام التي صدرت هذه السنة في المملكة المتحدة:
- 1 يناير – السماء الواقية من إخراج برناردو برتولوتشي.
- 1 يناير – رحلة أمل من إخراج كزافييه كولر.
- 25 مايو – الساحرات من إخراج نيكولاس رويغ.

## برامج ومسلسلات وأنمي
- بينغو

## كتب
من الكتب التي صدرت هذه السنة في المملكة المتحدة:
- 1 يناير – ويلات وطن من تأليف روبرت فيسك.
- 27 سبتمبر – هارون وبحر القصص من تأليف سلمان رشدي.

## مواليد

### يناير
- 1 يناير – سامانثا كولي ممثلة بريطانية.

### فبراير
- 1 فبراير – دان غوسلينغ لاعب كرة قدم إنجليزي.
- 1 فبراير – لورا مارلينغ
- 5 فبراير – جوردان رودس لاعب كرة قدم إنجليزي.
- 7 فبراير – روس بيري لاعب كرة قدم اسكتلندي.
- 10 فبراير – ليام كيلي لاعب كرة قدم بريطاني.
- 19 فبراير – لوك نيوبيري ممثل إنجليزي.
- 28 فبراير – نايومي برودي لاعبة كرة مضرب بريطانية.

### مارس
- 5 مارس – داني درينكووتر لاعب كرة قدم إنجليزي.
- 6 مارس – ريان بينيت لاعب كرة قدم بريطاني.
- 10 مارس – لوقا رو
- 14 مارس – جو ألين لاعب كرة قدم إنجليزي.
- 22 مارس – ليزا ميتشل مغنية أسترالية.
- 23 مارس – يوجين أميرة يورك
- 28 مارس – جو بينيت لاعب كرة قدم إنجليزي.
- 28 مارس – زوي ساج
- 28 مارس – مايكل أنطونيو لاعب كرة قدم إنجليزي.
- 31 مارس – تومي سميث لاعب كرة قدم نيوزلندي.

### أبريل
- 1 أبريل – آشلي ويستوود لاعب كرة قدم إنجليزي.
- 6 أبريل – مايكل وودز لاعب كرة قدم إنجليزي.
- 8 أبريل – جوني راسيل لاعب كرة قدم اسكتلندي.
- 10 أبريل – أليكس بيتيفر
- 10 أبريل – بين أموس لاعب كرة قدم إنجليزي.
- 14 أبريل – أليكس مكدونالد لاعب كرة قدم إنجليزي.
- 16 أبريل – ليلي لوفيلس ممثلة بريطانية.
- 22 أبريل – جيد ويندلي لاعبة كرة مضرب بريطانية.
- 23 أبريل – ديف باتيل ممثل إنجليزي.
- 27 أبريل – مارتين كيلي لاعب كرة قدم إنجليزي.
- 30 أبريل – مات زو

### مايو
- 15 مايو – صوفي كوكسون ممثلة من المملكة المتحدة.
- 16 مايو – أماندا كاريراس لاعبة كرة مضرب من المملكة المتحدة.
- 16 مايو – توماس سانجستر ممثل بريطاني.
- 23 مايو – دانيال إيفانز لاعب كرة مضرب بريطاني.
- 24 مايو – جوردان سبينس لاعب كرة قدم إنجليزي.
- 28 مايو – كايل ووكر لاعب كرة قدم إنجليزي.

### يونيو
- 2 يونيو – جاك لودين
- 4 يونيو – أندرو لورانس لاعب كرة سلة من المملكة المتحدة.
- 5 يونيو – صوفي لو
- 5 يونيو – مايلز هيسون لاعب كرة سلة بريطاني.
- 6 يونيو – غيفين هويت لاعب كرة قدم إنجليزي.
- 7 يونيو – إيمي تشيلدز
- 7 يونيو – سارة ستيفنز عارضة أسترالية.
- 13 يونيو – آرون جونسن ممثل إنجليزي.
- 16 يونيو – جون نيومان
- 17 يونيو – جوردان هندرسون لاعب كرة قدم إنجليزي.
- 29 يونيو – كيم ليتل لاعبة كرة قدم بريطانية.

### يوليو
- 1 يوليو – جيريمي إيرفين ممثل بريطاني.
- 2 يوليو – داني روز لاعب كرة قدم إنجليزي.
- 6 يوليو – جميل أندرسون
- 19 يوليو – روزي جونس عارضة من المملكة المتحدة.
- 30 يوليو – كوري إيفانز لاعب كرة قدم أيرلندي شمالي.

### أغسطس
- 1 أغسطس – ألاكينا مان ممثله بريطانيه.
- 1 أغسطس – جاك أوكونيل ممثل بريطاني.
- 3 أغسطس – جوردان دون عارضة من المملكة المتحدة.
- 7 أغسطس – هيلين فلاناغان
- 8 أغسطس – عائشة هارت
- 12 أغسطس – كويسي أبياه لاعب كرة قدم إنجليزي.
- 15 أغسطس – جوش ماغينيس لاعب كرة قدم إنجليزي.
- 20 أغسطس – لاي غريفيثس لاعب كرة قدم إنجليزي.

### سبتمبر
- 7 سبتمبر – آني لاست درّاجة طريق من المملكة المتحدة.
- 11 سبتمبر – إيسكرا لورانس
- 14 سبتمبر – أليكس لوس متسابق دراجات نارية من المملكة المتحدة.
- 14 سبتمبر – سام لوز متسابق دراجات نارية من المملكة المتحدة.
- 17 سبتمبر – بيكسي غيلدوف
- 19 سبتمبر – كيران تريبير لاعب كرة قدم إنجليزي.
- 19 سبتمبر – نايجل فان أوستروم
- 28 سبتمبر – دانيال كوكس لاعب كرة مضرب بريطاني.
- 30 سبتمبر – أنتوني إدغار لاعب كرة قدم إنجليزي.

### أكتوبر
- 12 أكتوبر – هنري لانسبوري لاعب كرة قدم إنجليزي.
- 13 أكتوبر – دانيال سميثورست لاعب كرة مضرب من المملكة المتحدة.
- 23 أكتوبر – سيان ويليامز
- 27 أكتوبر – نيك بلاكويل
- 28 أكتوبر – ليزا باكويل
- 28 أكتوبر – هانا تريغويل
- 29 أكتوبر – ساره أرتشر عارضة من المملكة المتحدة.

### نوفمبر
- 6 نوفمبر – ريس ميرفي لاعب كرة قدم بريطاني.
- 9 نوفمبر – روس جنكينز لاعب كرة قدم إنجليزي.
- 9 نوفمبر – ناثان تومسون لاعب كرة قدم إنجليزي.
- 12 نوفمبر – جيمس مكارثي لاعب كرة قدم إنجليزي.
- 14 نوفمبر – جوش وارينغتون
- 19 نوفمبر – جيسيكا ورنيش درّاجة طريق من المملكة المتحدة.
- 19 نوفمبر – نيل هدسون ممثلة بريطانية.
- 21 نوفمبر – داني كينغ درّاجة طريق من المملكة المتحدة.
- 23 نوفمبر – كريس أوهير
- 24 نوفمبر – توم أوديل
- 25 نوفمبر – جوش باين لاعب كرة قدم إنجليزي.
- 26 نوفمبر – تامسين إيغرتون
- 26 نوفمبر – داني ويلبيك لاعب كرة قدم إنجليزي.
- 28 نوفمبر – برادلي سميث متسابق دراجات نارية من المملكة المتحدة.
- 30 نوفمبر – أندرو بينيت لاعب كرة قدم إنجليزي.

### ديسمبر
- 9 ديسمبر – داني وارد لاعب كرة قدم بريطاني.
- 26 ديسمبر – آرون رامزي لاعب كرة قدم بريطاني.
- 27 ديسمبر – جاي ايمانويل توماس لاعب كرة قدم إنجليزي.

## وفيات

### يناير
- 1 يناير – جاك بيترسن (مواليد 1911)
- 1 يناير – نيك كولينز (مواليد 1911) لاعب كرة قدم من المملكة المتحدة.
- 4 يناير – ليديا بيلبروك (مواليد 1888) ممثلة بريطانية.
- 14 يناير – روزاليند بيت-ريفيرز (مواليد 1907)
- 15 يناير – جوردون جاكسون (مواليد 1923)

### فبراير
- 2 فبراير – دون ويلش (مواليد 1911) لاعب ومدرب كرة قدم إنجليزي.
- 19 فبراير – مايكل باول (مواليد 1905)

### مارس
- 1 مارس – بيل هارت (مواليد 1923) لاعب كرة قدم من المملكة المتحدة.
- 13 مارس – مايكل ستيوارت (مواليد 1906) سياسي بريطاني.

### مايو
- 7 مايو – آن بيشوب (مواليد 1899)
- 7 مايو – تشارلي ووكر (مواليد 1911) لاعب كرة قدم إنجليزي.
- 18 مايو – جيل آيرلاند (مواليد 1936)
- 22 مايو – بيتر غوردون (مواليد 1932) لاعب كرة قدم إنجليزي.

### يونيو
- 2 يونيو – ريكس هاريسون (مواليد 1908)

### أغسطس
- 9 أغسطس – جو ميرسر (مواليد 1914) لاعب ومدرب كرة قدم إنجليزي.
- 9 أغسطس – ويليام بوسورث (مواليد 1897) طبيب أمريكي.
- 22 أغسطس – جراهام فريدريك يونغ (مواليد 1947) قاتل متسلسل من المملكة المتحدة.
- 23 أغسطس – دايفيد روز (مواليد 1910)

### سبتمبر
- 2 سبتمبر – جون بولبي (مواليد 1907) بَريطانِيِّ نفساني.
- 7 سبتمبر – ألان جون بيرسيفال تايلور (مواليد 1906)
- 11 سبتمبر – إف. إف. بروس (مواليد 1910) ثيولوجي من المملكة المتحدة.
- 30 سبتمبر – باتريك وايت (مواليد 1912)

### أكتوبر
- 1 أكتوبر – جون ستيوارت بل (مواليد 1928)

### نوفمبر
- 4 نوفمبر – ديفيد سترلنج (مواليد 1915)
- 18 نوفمبر – بياتريس شيلينغ (مواليد 1909) مهندسة طيران بريطانية.
- 23 نوفمبر – روالد دال (مواليد 1916)

### ديسمبر
- 1 ديسمبر – بات جونز (مواليد 1920) لاعب كرة قدم إنجليزي.
- 22 ديسمبر – روبن فيرادي (مواليد 1952) لاعب كرة قدم إنجليزي.